# Amtsgericht Reppen
Das Amtsgericht Reppen war ein preußisches Amtsgericht mit Sitz in Reppen, Provinz Brandenburg.

## Geschichte
Ab 1849 war das königliche Kreisgericht Zielenzig das zuständige Eingangsgericht. In Reppen war eine Zweigstelle (Gerichtskommission) eingerichtet. Übergeordnet war das Kammergericht als Appellationsgericht. Im Rahmen der Reichsjustizgesetze wurden diese Gerichte aufgehoben und reichsweit einheitlich Oberlandes-, Land- und Amtsgerichte gebildet. Das königlich preußische Amtsgericht Reppen wurde mit Wirkung zum 1. Oktober 1879 als eines von elf Amtsgerichten im Bezirk des Landgerichtes Frankfurt (Oder) im Bezirk des Kammergerichtes gebildet. Der Sitz des Gerichts war die Stadt Reppen. Sein Gerichtsbezirk umfasste den Landkreis Weststernberg ohne die Teile, die den Amtsgerichten Cüstrin, Drossen, Frankfurt (Oder) und Fürstenberg zugeordnet waren. Am Gericht bestanden 1880 zwei Richterstellen. Das Amtsgericht war damit ein mittelgroßes Amtsgericht im Landgerichtsbezirk.
Nach dem Zweiten Weltkrieg wurde Deutschland östlich der Oder-Neiße-Grenze, darunter der Sprengel des Amtsgerichts Reppen, unter polnische Verwaltung gestellt. Damit endete die Geschichte des Amtsgerichts Reppen.